# Camp Samory Touré

Le camp Samory Touré est un camp militaire guinéen situé à dans la capitale Conakry, dans la commune de Kaloum.
Il abrite les principaux rouages administratifs de l’institution militaire : ministère de la Défense, État-major général des armées, etc.
Au milieu de l’entrée, trône une statue équestre de l’Almamy Samory Touré.
Le camp abrite aussi le musée des armées, sis au bureau du quartier général, qui retrace l’histoire de la Guinée et de ses forces armées depuis la période précoloniale.